# Station Białystok Stadion
Station Białystok Stadion is een spoorwegstation in de Poolse plaats Białystok.